# 兹比格涅夫·卢别耶夫斯基
兹比格涅夫·卢别耶夫斯基（波蘭語：Zbigniew Lubiejewski，1949年11月6日—），波兰男子排球运动员。他曾代表波兰国家队参加1976年夏季奥林匹克运动会排球比赛，获得一枚金牌。